# 石川県道120号白山別当出合線
石川県道120号白山別当出合線（いしかわけんどう120ごう はくさんべっとうであいせん）は、石川県白山市白峰地内の一般県道（石川県道）である。

## 路線概要
- 起点：石川県白山市白峰29号1番1地先（＝）
- 終点：石川県白山市白峰29号1番1地先（＝別当出合・石川県道33号白山公園線交点）

白山山頂から、その登山口の別当出合に至る県道である。別当出合付近の66mを除いた99%近くは車両の通行ができない。

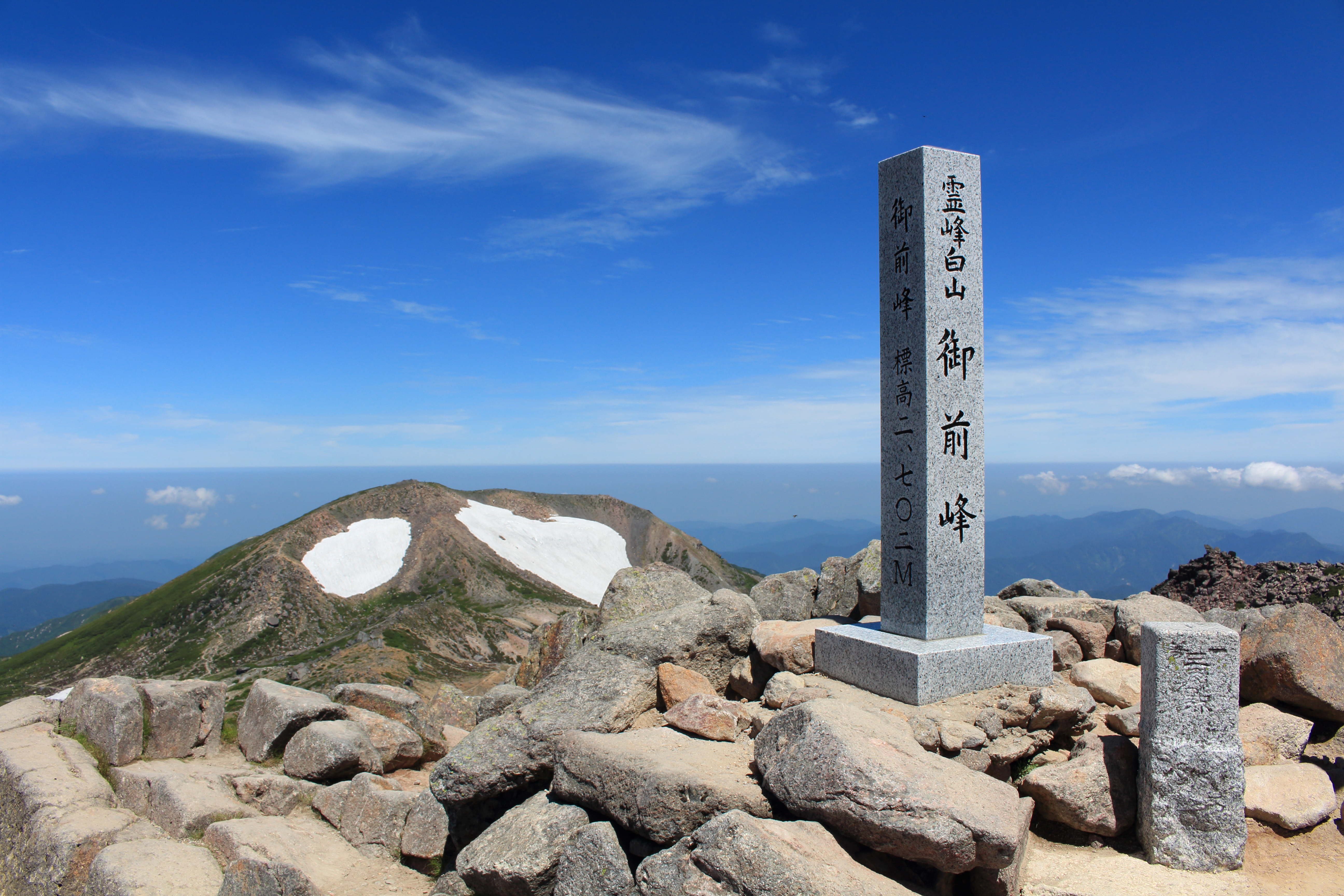
白山山頂
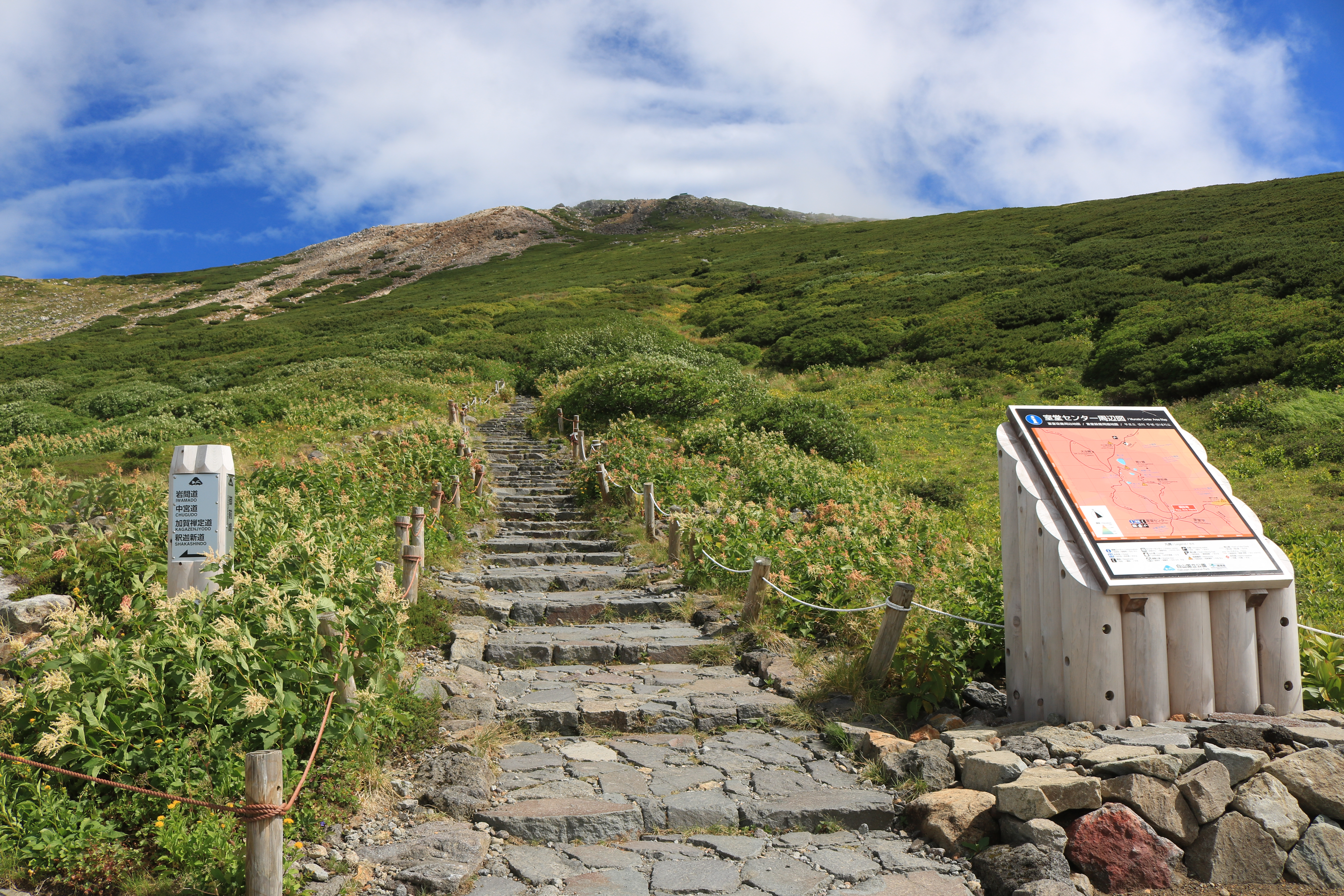
室堂から山頂への石組された階段状の登山道

## 歴史
- 1960年（昭和35年）10月15日：白山山頂から石川郡白峰村（現在の白山市）白峰の国道157号交点までの区間を「白山公園線」として路線認定。
- 1977年（昭和52年）1月14日：「白山公園線」のうち、白峰村白峰（別当出合、現在の終点）から同村白峰までの区間を主要地方道に昇格し、石川県道33号白山公園線として分割。同日、残りの区間を現路線名で新たに路線認定。

## 接続道路
- 石川県道33号白山公園線（白山市白峰・別当出合：終点）

## 周辺施設

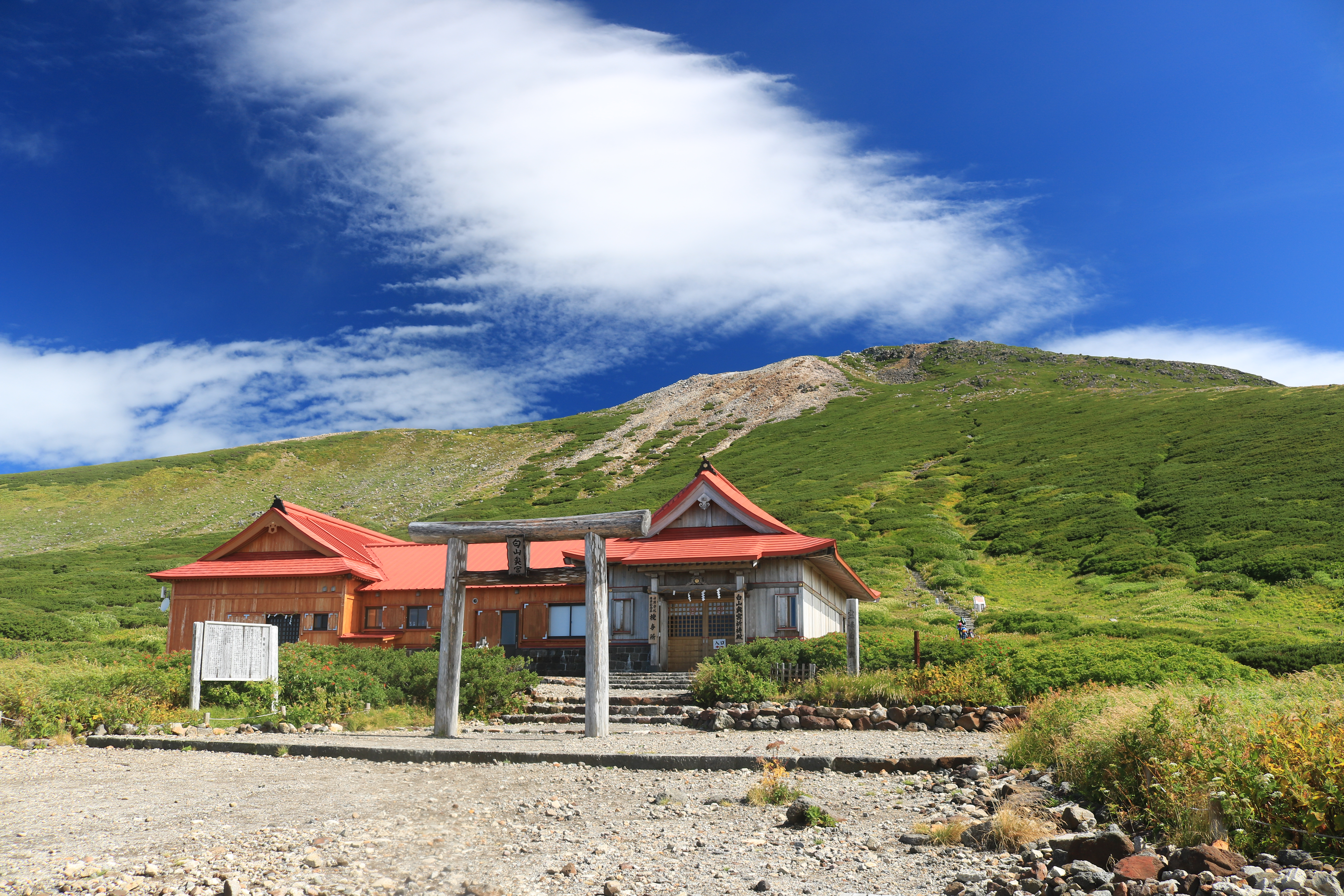
室堂にある白山比咩神社の奥宮と白山の御前峰

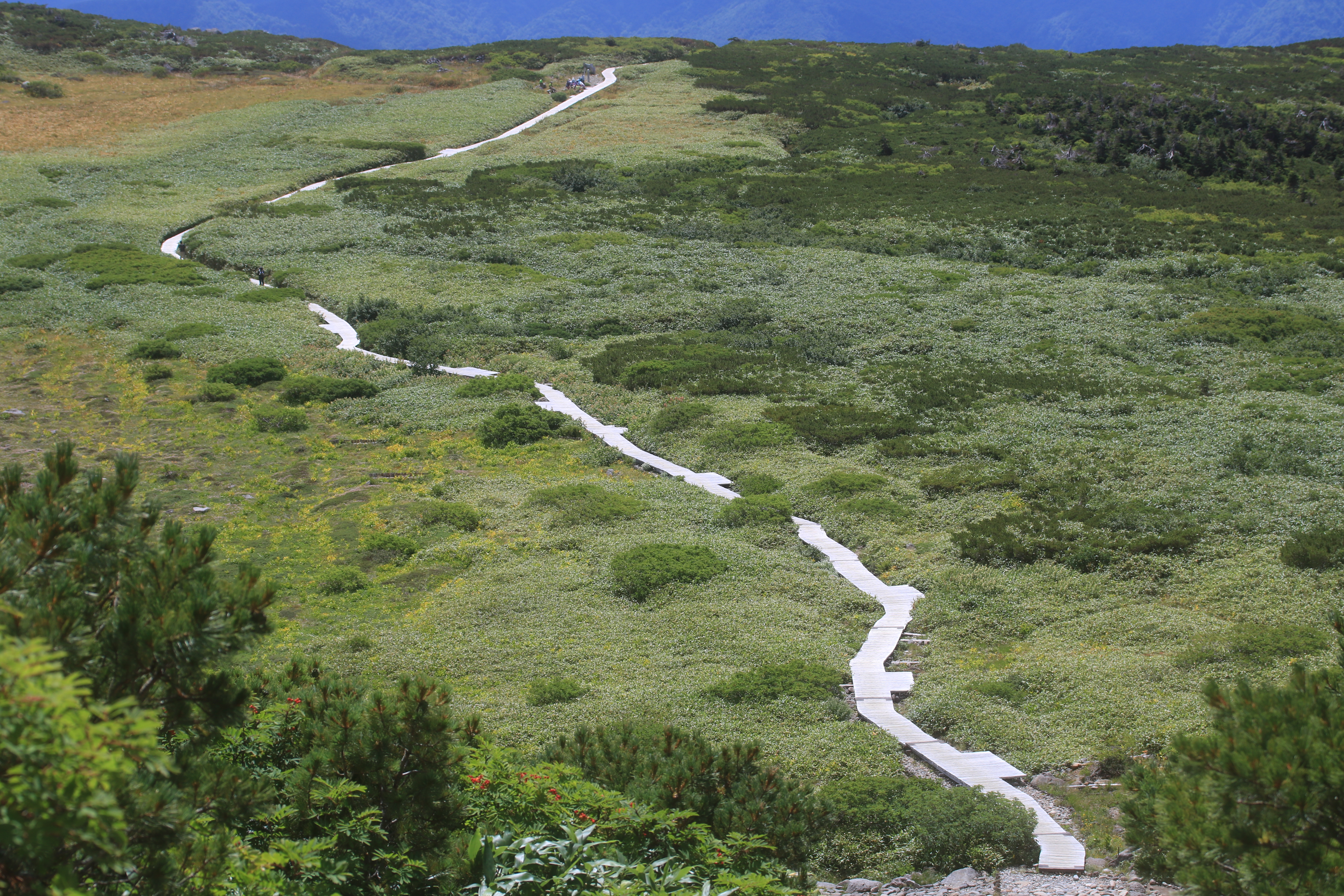
弥陀ヶ原の登山道の敷設されている木道

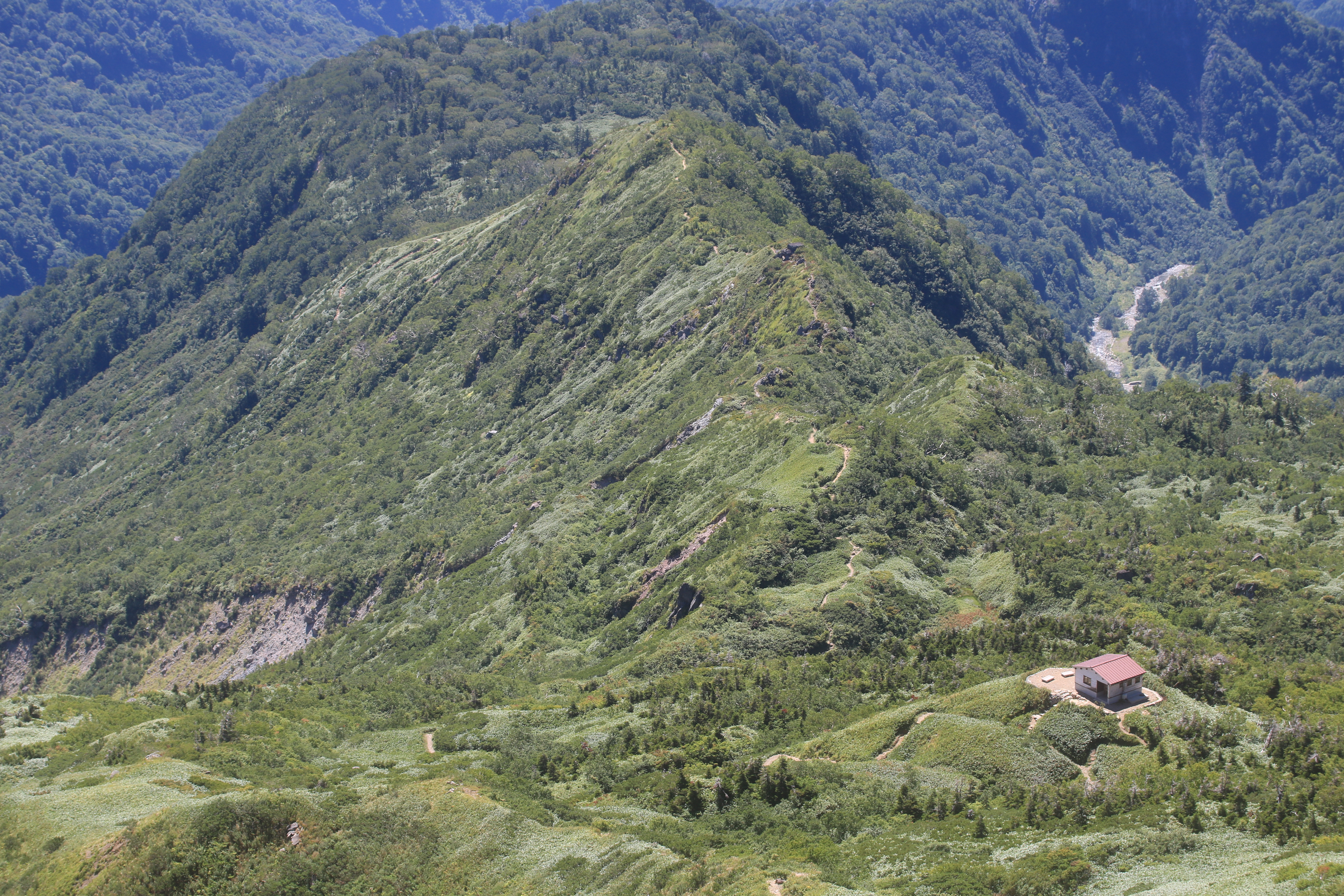
観光新道にある殿ヶ池避難小屋（殿ヶ池ヒュッテ）

- 白山国立公園
- 白山
  - 大汝峰
  - 剣ヶ峰
  - 御前峰
  - 室堂
    - 白山比咩神社 白山奥宮
    - 白山室堂ビジターセンター
      - 白山山頂郵便局

  - 五葉坂
  - 弥陀ヶ原
  - 観光新道
    - 黒ボコ岩
    - 蛇塚
    - 馬のたてがみ
    - 殿ヶ池避難小屋（殿ヶ池ヒュッテ）
    - 仙人窟
    - 別当坂

  - 別当出合
    - 別当出合登山センター
    - 別当出合駐車場